# Quốc gia có thu nhập cao theo Ngân hàng Thế giới
Các quốc gia có thu nhập cao theo cách xác định của Nhóm Ngân hàng Thế giới từ năm 2020 là những quốc gia và vùng lãnh thổ có tổng thu nhập quốc gia bình quân đầu người hàng năm từ 12,696 USD trở lên.

## Danh sách

### Quốc gia có thu nhập cao là thành viên Liên Hợp Quốc[1]
| - Andorra (1990–nay) - Antigua and Barbuda (2002, 2005–08, 2012–nay) - Australia (1987–nay) - Austria (1987–nay) - The Bahamas (1987–nay) - Bahrain (1987–89, 2001–nay) - Barbados (1989, 2000, 2002, 2006–nay) - Belgium (1987–nay) - Brunei (1987, 1990–nay) - Canada (1987–nay) - Chile (2012–nay) - Croatia (2008–2015, 2017–nay) - Cyprus (1988–nay) - Czech Republic (2006–nay) - Denmark (1987–nay) - Estonia (2006–nay) - Finland (1987–nay) - France (1987–nay) - Germany (1987–nay) - Greece (1996–nay) - Hungary (2007–11, 2014–nay) | - Iceland (1987–nay) - Ireland (1987–nay) - Israel (1987–nay) - Italy (1987–nay) - Japan (1987–nay) - South Korea (1993–97, 1999–nay) - Kuwait (1987–nay) - Latvia (2009, 2012–nay) - Liechtenstein (1994–nay) - Lithuania (2012–nay) - Luxembourg (1987–nay) - Malta (1989, 1998, 2000, 2002–nay) - Monaco (1994–nay) - Nauru (2015, 2019–nay) - Netherlands (1987–nay) - New Zealand (1987–nay) - Norway (1987–nay) - Oman (2007–nay) - Palau (2016–nay) - Poland (2009–nay) | - Portugal (1994–nay) - Qatar (1987–nay) - Saint Kitts and Nevis (2012–nay) - San Marino (1991–93, 2000–nay) - Saudi Arabia (1987–89, 2003–nay) - Seychelles (2014–nay) - Singapore (1987–nay) - Slovakia (2007–nay) - Slovenia (1997–nay) - Spain (1987–nay) - Sweden (1987–nay) - Switzerland (1987–nay) - Trinidad and Tobago (2006–nay) - United Arab Emirates (1987–nay) - United Kingdom (1987–nay) - United States (1987–nay) - Uruguay (2012–nay) |  |

### Quốc gia có thu nhập cao không phải là thành viên Liên Hợp Quốc
| - Aruba (1987–nay) - Bermuda (1987–nay) - British Virgin Islands (2015–nay) - Cayman Islands (1993–nay) - Channel Islands (1987–nay) - Cook Islands (2016–nay) - Curaçao (1994–nay)a - Faroe Islands (1987–nay) | - French Polynesia (1990–nay) - Gibraltar (2009–10, 2015–nay) - Greenland (1987–nay) - Guam (1987–89, 1995–nay) - Hong Kong SAR (1987–nay) - Isle of Man (1987–89, 2002–nay) - Macao SAR (1994–nay) - New Caledonia (1995–nay) | - Northern Mariana Islands (1995–2001, 2007–nay) - Puerto Rico (1989, 2002–nay) - Saint Martin (2010–nay) - Sint Maarten (1994–nay)a - Taiwan (1987–nay) - Turks and Caicos Islands (2009–nay) - U.S. Virgin Islands (1987–nay) |  |

### Các nền kinh tế có thu nhập cao trước đây
Các năm mà họ được phân loại như vậy hiển thị trong ngoặc đơn:
| - Argentina (2013, 2015, 2017) - American Samoa (1987–89) - Equatorial Guinea (2007–14) - Mauritius (2019) | - Antille thuộc Hà Lan (1994–2009) b - Panama (2017–2019) - Russia (2012–13) - Venezuela (2014) |  |

 a   Từ năm 1994 đến 2009 là một phần của  Antille thuộc Hà Lan. 
 b   Giải thể vào ngày 10 tháng 10 năm 2010, thay thế bởi Curaçao và Sint Maarten. 